# سفرنامه تاورنیه

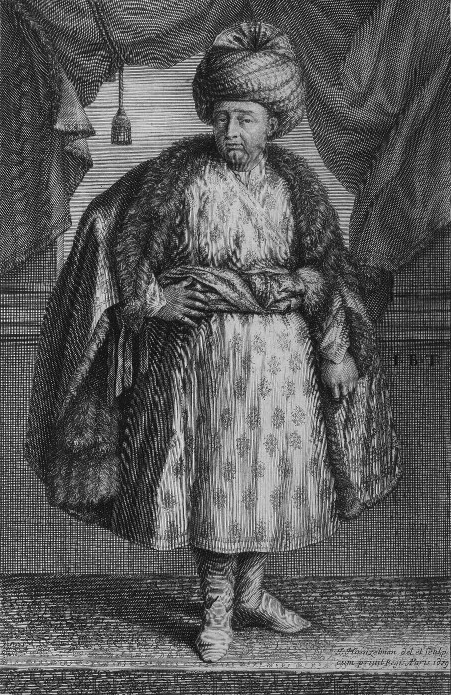
ژان پاتیست تاورنیه

سفرنامه تاورنیه اثری از ژان باپتیست تاورنیه است.

## محتوا
تاورنیه جمعاً نه بار به ایران آمد و بخش عمده‌ای از سفرنامه او به روایت دیدارش از اصفهان اختصاص یافته است. مترجم در مقدمه‌ای که بر کتاب نوشته، می‌آورد: تاورنیه در بیان آنچه دیده و نوشته دقت کافی داشته است. مسائل مختلف مربوط به راه‌ها و روستاها و شهرهای متعدد را به خوبی و درستی توضیح می‌دهد. در طی سفرهایش با اشخاص سرشناس متعددی روبه رو می‌شود و اطلاعاتی دربارهٔ آنها به دست می‌دهد که از لحاظ تاریخی بسیار ارزشمند است. از آن جمله‌اند اشخاصی مانند میرزاتقی اعتمادالدوله، صدراعظم شاه عباس اول و شاه صفی؛ محمدبیگ اعتمادالدوله و کارهای نیک و بدش؛ علی مردان خان حاکم ثروتمند و پرقدرت قندهار که از ترس شاه صفی به دربار هند پناه برد و قندهار را به هندیان تسلیم کرد؛ میرزا ابراهیم، وزیر مالیه آذربایجان؛ خواجه نصیر اولین کلانتر ارمنیان و خواجه پطرس تاجر بزرگ ارمنی و جز اینها کتاب «سفرنامه تاورنیه» در چند بخش نوشته شده است. مساحت ایران و تقسیم ایالات آن دربارهٔ گل‌ها و میوه‌های ایران و مروارید و فیروزه آن، دربارهٔ حیوانات باربر و ماهیان و پرندگان ایران، شیوه ساختمان در ایران، وصف اصفهان پایتخت ممالک پادشاه ایران، جلفا: شهر کوچکی که زاینده رود آن را از اصفهان جدا می‌سازد، مذهب ایرانیان و مراسم عزاداری امام حسین و عید قربان دربارهٔ این زرتشتیان که بازماندگان ایرانیان قدیم آتش پرستند، مذهب ارمنیان و آداب اصلی ایشان، چگونگی پذیرفته شدن نگارنده در ششمین و آخرین سفرش در دربار شاه ایران و آنچه به هنگام توقفش در اصفهان انجام داد، افتخارات و هدایایی که شاه ایران به نگارنده اعطا کرده، دنباله کارهایی که نگارنده در دربار انجام داد، گفتگوی شاه با نگارنده دربارهٔ شاهان اروپا و تمایل اعلیحضرت به این که نگارنده یک روز تمام در تفریح و شادخواری‌هایش باشد، نسب‌نامه سلاطین اخیر ایران دربارهٔ بعضی اعمال خاص که محاسن و معایب پادشاهان ایران را نشان می‌دهد، وقایع خاصی که در زمان شاه عباس دوم روی داده است، بعضی از خصوصیات سلطنت شاه سلیمان که اکنون بر تخت سلطنت است، روش حکومت در ایران و بسیاری مطالب دیگر.

## ترجمه به فارسی
نخست در ۱۳۳۱ هجری قمری (۱۲۸۹هجری شمسی) باترجمه ابوتراب نوری (نظم الدوله) به‌فارسی منتشر شد. کتاب غلط‌ها ترجمه و سقطات متعدد و خطاهای چاپی فراوان داشت. چاپ دوم این کتاب، به‌همت کتابفروشی تأیید اصفهان و ویرایش حمید ارباب شیرانی، در سال ۱۳۳۶ انتشار یافت که سه بخش نخست از پنج بخش آن دارای همان غلط‌ها و نواقص بود، زیرا در آن زمان متن فرانسه آن سه بخش در دسترس نگارنده نبود، و فقط بخش‌های چهارم و پنجم با مبن اصلی تطبیق شده و غلط‌ها و سقطات برطرف گشته بود و ۳۸۰ صفحه دارد.
سفرنامهٔ تاورنیه به زبان فارسی ترجمه شده و با مشخصات زیر به چاپ رسیده است:
- سفرنامهٔ تاورنیه، ترجمه نظم‌الدوله ابوتراب نوری، پاک‌نویسی احمد ابن یوسف مشیر حضور، بی‌جا: بی‌نا (بی‌نا:مطبعه برادران باقراف)، ۱۳۳۱ق. =[۱۲۹۱]، ۵ جلد در یک مجلد، ۱۰۳۵ صفحه.
- س‍ف‍رن‍ام‍هٔ ت‍اورن‍ی‍ه، ۱۶۶۸–۱۶۳۲، ت‍رج‍م‍ه اب‍وت‍راب ن‍وری (ن‍ظم ال‍دول‍ه)، ویراست ۲ ب‍ا ت‍ج‍دی‍دن‍ظر ک‍ل‍ی و ت‍ص‍ح‍ی‍ح ح‍م‍ی‍د ش‍ی‍ران‍ی، اص‍ف‍ه‍ان: کتابفروشی تأیید، ۱۳۳۶؛ ۷۱۹ صفحه.
- س‍ف‍رن‍ام‍هٔ ت‍اورن‍ی‍ه، ت‍رج‍م‍ه اب‍وت‍راب ن‍وری، ب‍ا ت‍ج‍دی‍دن‍ظر ک‍ل‍ی و ت‍ص‍ح‍ی‍ح ح‍م‍ی‍د ش‍ی‍ران‍ی، تهران: ک‍ت‍اب‍خ‍ان‍ه س‍ن‍ائ‍ی، اص‍ف‍ه‍ان: ک‍ت‍اب‍ف‍روش‍ی ت‍ائ‍ی‍د، ۱۳۶۳؛ ۷۱۹ صفحه.
- س‍ف‍رن‍ام‍هٔ ت‍اورن‍ی‍ه، ت‍رج‍م‍هٔ ح‍م‍ی‍د ارب‍اب ش‍ی‍ران‍ی، ت‍ه‍ران: ن‍ی‍ل‍وف‍ر، ۱۳۸۳، ن‍ی‍ل‍وف‍ر، ۱۳۸۹؛ ۳۹۸ صفحه.

## بخشی از کتاب در ارتباط با قانون ارث
ت‍اورن‍ی‍ه در بخشی از کتاب می‌نویسد: 
این قانون در ایران رواج [پیدا] کرده است که هر عیسوی و یهودی و بت‌پرست (زرتشتی) که مسلمان بشود، وارث منحصر به فرد خانواده خود خواهد بود، و برادر و خواهرانش [از ارث] بی نصیب هستند حتی می‌تواند پدر و مادر خود را زن دیگر یا شوهر دیگر بدهد. به این جهت بسیاری از ارامنه و گرجی‌ها و عیسوی‌هایی که رعیت پادشاه ایران هستند مسلمان شدند، که همه میراث خانواده را صاحب شوند. این کار حکمت دیگرش این است که سایر اعضای خانواده برای این که محروم نشوند همه مسلمان می‌شوند.